# Nádasdaróc
Nádasdaróc (románul Dorolțu) falu Romániában Kolozs megyében.

## Fekvése
Kolozsvártól 25 km-re nyugatra, a Nádas-patak völgyében fekszik.

## Első említése
1299-ben Darochpatak néven, 1427-ben Daroch, 1509-ben Darocz, 1587-ben Darolcz, 1609-ben Daroc alakban fordul elő. A történelmi Magyarországon helynevekben maradt fenn az ún. darócok emléke, Erdélyben Szolnok-Doboka, Küküllő, Kolozs és Hunyad megyékben; ezek vadásztak a király számára. E vadászok között közt épp úgy lehettek szlávok, mint magyarok. A daróc szó jelentése mindenesetre délszláv eredetű, és vadbőröket, nyúzót jelent.

## Története
1992-ben 120 magyar lakosa van a falunak, akik közül egy adventista kivételével mindenki református.

## Látnivaló
A temetővel övezett XIV. századi templom a falutól kissé távolabb esik, csak fa haranglába található a faluban.
A katolikusból reformátussá lett templom északi falán freskómaradvány két álló férfi között térdelő női alakot és egy csukott szárnyú angyalt ábrázol.
A szentélyt három gótikus ablak világítja meg. A déli kapu kerete is ebben a stílusban készült.
Egy 1606-os jegyzőkönyv a templom két harangját is említi. A szószék 1680-ból származik.
A templom padjainak virágos motívumait 1687 és 1710 között készítette Balási András, daróci módos jobbágy.
Az épület 1750-es évek beli rekonstrukciója alkalmával keresztbordás mennyezetét kazettással helyettesítették, melyet Umling Lőrinc készített.